# بومبوانغ دوانجان
بومبوان دوانجان (بالتايلندية: พุ่มพวง ดวงจันทร์)‏ (بالتايلندية: พุ่มพวง ดวงจันทร์)هي ممثلة تايلندية، ولدت في 4 أغسطس 1961 وتوفيت في 13 يونيو 1992 بمحافظة سوفانبوري في تايلاند

## أعمال
- Take Tan Phook Bo
- Nak Rong Baan Nok
- Lok Khong Phueng
- Sao Na Sang Faen
- Nat Phop Naa Amper
- Nguen Na Mee May
- Noo Mai Roo
- Aue Hue Loo Jang
- Kho Hai Ruay
- Dao Rueng Dao Roay